# Polangui
Polangui ist eine philippinische Stadtgemeinde in der Provinz Albay. Eine regelmäßige Eisenbahnverbindung besteht zwischen Manila und Polangui, sie wird von der Philippine National Railways betrieben.

## Geschichte
Die Gemeinde wurde ursprünglich Binanuaan genannt. Sie wurde von dem Mönch Baltazar de la Magdalena gegründet, einhergehend mit der Taufe von fünf älteren Bewohnern. Zu dieser Zeit hatte die Ortschaft ungefähr 500 Einwohner. Diese Ortschaft lag in einem flachen Gebiet und war Überschwemmungen ausgesetzt, deshalb zogen die Bewohner der Ortschaft später an den heutigen Platz der Ortschaft, der höher gelegen war, und deshalb weniger der Gefahr durch Überschwemmungen ausgesetzt war.
Der Name der Stadtgemeinde leitet sich von oyangi dem Namen einer Baumart ab, die in dieser Gegend vorkam.
1654 wurde unter dem Mönch Juan Bautista der Bau einer Gemeindekirche begonnen, die zehn Jahre später fertiggestellt werden konnte.
Im Jahre 1897 wurde der Fotograf und Einwohner von Polangui Camilo Jacob zusammen mit anderen Einwohnern von Bicol exekutiert. Ein Jahr später meuterte die von Don Elias Angeles angeführte Guardia Civil gegen die Spanier. Dies beendete die spanische Herrschaft in der Bicol-Region.

## Baranggays
Polangui ist politisch unterteilt in 44 Baranggays.
| - Agos - Alnay - Alomon - Amoguis - Anopol - Apad - Balaba - Balangibang - Balinad - Basud - Binagbangan (Pintor) - Buyo - Centro Occidental (Pob.) - Centro Oriental (Pob.) - Cepres | - Cotmon - Cotnogan - Danao - Gabon - Gamot - Itaran - Kinale - Kinuartilan - La Medalla - La Purisima - Lanigay - Lidong - Lourdes - Magpanambo - Magurang | - Matacon - Maynaga - Maysua - Mendez - Napo - Pinagdapugan - Ponso - Salvacion - San Roque - Santicon - Santa Cruz - Santa Teresita - Sugcad - Ubaliw |